# Michel Tibon-Cornillot
Pour les articles homonymes, voir Tibon.
Michel Tibon-Cornillot, né le 10 février 1936 à Paris et mort le 28 mars 2020 à Paris, est un philosophe et anthropologue français, directeur de recherches à l'École des hautes études en sciences sociales (EHESS). 
Intéressé par l'évolution des techniques dans le domaine de la biologie, il est l'auteur, en 1992, du livre Les Corps transfigurés.

## Biographie
Michel Tibon-Cornillot est agrégé de philosophie, docteur ès lettres (doctorat d'État en philosophie : « Des automates aux chimères. Enquête sur la mécanisation du vivant » - Université de Paris I, février 1991). 
Il s'est d'abord intéressé aux sciences exactes, notamment aux mathématiques ; des échanges avec René Thom l'ont familiarisé avec les théories de la complexité et du chaos. 
Il a travaillé à l'Institut Pasteur dans un laboratoire de génétique moléculaire bactérienne. 
Il est maître de conférences en anthropologie des techniques à l'École des hautes études en sciences sociales (EHESS). 
Ses travaux de recherche en philosophie des sciences se situent à l'intersection de deux domaines : la philosophie d'une part et la biologie et la génétique de l'autre. Il a également travaillé sur les représentations liées aux toxicomanies. 
Opposé aux OGM, il s'engage en 2007 en faveur de la candidature de José Bové à la présidence de la République.
En 2014, il est candidat aux élections européennes dans la circonscription Île-de-France sur la liste Europe Décroissance conduite par Julien Volganli.

## Publications

### Livres
- Le Triomphe des bactéries : la Fin des antibiotiques ?  avec Antoine Andremont, Max Milo Éditions, 2006  (ISBN 978-2-35341-000-2)

- Les Corps transfigurés : mécanisation du vivant et imaginaire de la biologie, éditions du Seuil, 1992, 2e éd. mise à jour et complétée, Éditions MF, 2011  (ISBN 978-2-9157-9445-8)[6] (prix Psyché)

### Articles
- Michel Tibon-Cornillot a collaboré aux revues Nécessaire et La Planète Laboratoire[7].

- Contagion médiatique et diffusion épidémique : les mises en scène du corps moderne, Quaderni, Vol. 29, no 1, 1996, p. 145-172 Lien Persée

- « M. Tibon-Cornillot : contre le discours éthique abstrait », La Recherche, no 306, février 1998

- Mythes et techniques biologiques, Cahiers d'économie et sociologie rurales, n°6-47, 1998, p. 154-181.[8]

- « En route vers la planète radieuse - déferlement des techniques, insolence philosophique », Rue Descartes, 3/2003, (no 41), p. 52-63

- « Généalogie coloniale du Dalaï-Lama », dans Le Tibet, la flamme, le Chine et notre système, 24 mai 2008
- Les labyrinthes du vivant. Considération sur les liens unissant les automates et les organismes, Nécessaire n°2, septembre 2010, p. 70.

- Une pétrification foudroyante, le temps d’après la "collision Fukushima", Fukushima 福島第一, 2012 [9]

- « Déferlement des techniques contemporaines : instabilité, disparition des sociétés industrielles », p. 189-222 in La culture du risque en question, Ed La dispute, 2013  (ISBN 9782843032431)